# 朱見溥
都梁悼惠王朱見溥（1452年—1477年），明朝宗室，荊靖王朱祁鎬嫡二子，母魏氏，明仁宗之曾孙，明朝第一代都梁王。

## 生平
他在成化二年（1466年）受朝廷册封都梁王。
荊王朱見潚为朱見溥同母兄，但王太妃魏氏偏爱朱見溥，导致朱見潚拘禁生母魏氏，魏氏於成化十年（1474年）七月病亡。朱見溥仍然被朱見潚视为其王位的威脅，成化十三年（1477年），朱見潚锤杀朱見溥，霸占其王妃何氏。并宣称朱見溥意外身亡。朝廷遂追赠諡號悼惠王。
其嫡长子朱祐橺袭封王爵，在其逝世十七年後因荊王朱見潚被廢而嗣封荊王。不过没有追封朱見溥为荊王。

## 家庭
- 嫡長子：朱祐橺
- 第二子：鎮國將軍朱祐栭，成化十六年（1480年）十二月賜名[3]
  - 嫡長子：朱厚炌，弘治十四年（1501年）正月賜名[4]